# Die Macht des Bösen (1948)
Die Macht des Bösen (Originaltitel: Force of Evil) ist ein US-amerikanischer Film noir von Abraham Polonsky aus dem Jahr 1948. Der Schwarzweißfilm basiert auf dem Roman Tucker’s People von Ira Wolfert.

## Handlung
Joe Morse ist der Anwalt des ehemaligen Prohibitionsgangsters und inzwischen im Kreditwesen tätigen Ben Tucker. Tucker plant für den Unabhängigkeitstag einen großen Coup: Durch die Manipulation der Zahlenlotterie will er die meistgewettete Zahl 776 (für 1776, das Jahr der Unabhängigkeit) gewinnen lassen, die dadurch zahlungsunfähigen kleinen Wettbanken New Yorks in den Ruin treiben und unter seine Kontrolle bringen. Joe beschwört seinen Bruder Leo, der ebenfalls eine Wettbank betreibt, sich freiwillig Tucker anzuschließen und so seinem Ruin zuvorzukommen. Leo weigert sich jedoch, mit Tucker Geschäfte zu machen. Joe gibt der Polizei einen Hinweis, um Leos Unternehmen auffliegen zu lassen und ihn somit von seinen Zahlungsverpflichtungen zu entbinden.
Tuckers Manöver gelingt, die ruinierten Wettbanken sind gezwungen, Kredite bei ihm aufzunehmen und Teil seines Wettmonopols zu werden. Auch Leo, der trotz der Schließung durch die Polizei darauf besteht, seinen Kunden die ihnen zustehenden Gewinne auszuzahlen, steht nun in Tuckers Schuld. Die mit Tucker konkurrierende Bande von Bill Ficco will am Wettgeschäft mitverdienen und versucht, einige der ihm unterstehenden Banken unter ihre Kontrolle zu bringen. Sie zwingen Leos Buchhalter Freddie Bauer, Leo an sie auszuliefern. Währenddessen hat Joe sich in Leos junge Sekretärin Doris verliebt und beginnt unter ihrem Einfluss, seine Partnerschaft mit Tucker in Frage zu stellen. Als er erfährt, dass sein Bruder entführt und Freddie Bauer erschossen wurde, sucht er Tucker auf. In Tuckers Haus stößt er auch auf Ficco, der sich gerade mit seinem Konkurrenten handelseinig geworden ist und erklärt, man habe Leo, für den man keine Verwendung mehr hatte, beseitigt. Aus Rache kündigt Joe an, sein Wissen der Staatsanwaltschaft zur Verfügung zu stellen, woraufhin Tucker ihn beseitigen will. Bei der anschließenden Schießerei kommen Tucker und Ficco ums Leben. Joe findet Leos Leichnam unter der George Washington Bridge, nun umso mehr entschlossen, vor der Staatsanwaltschaft auszusagen.

## Hintergrund
Die Macht des Bösen, das Regiedebüt von Drehbuchautor Polonsky, entstand unter der Leitung von Roberts Productions, der gemeinsamen Filmproduktionsgesellschaft von Bob Roberts und Hauptdarsteller John Garfield, die zuvor den von Polonsky geschriebenen Jagd nach Millionen produziert hatte. Gedreht wurde teils im Studio, teils an markanten Schauplätzen wie der Wall Street und der George-Washington-Brücke. Polonsky bat Kameramann George Barnes, sich an Bildern von Edward Hopper zu orientieren.
Die Macht des Bösen wurde am 26. Dezember 1948 in den USA uraufgeführt. In der BRD lief der Film nicht in den Kinos, am 19. September 1970 wurde er erstmals im Fernsehen gezeigt.
Polonsky, Roberts und Garfield gerieten während der McCarthy-Ära ins Visier der Ermittlungen des Komitees für unamerikanische Umtriebe. Alle drei weigerten sich, vor dem Ausschuss die Namen linker Weggefährten preiszugeben. Polonsky konnte fortan nur noch unter falschem Namen arbeiten, Roberts verließ die USA, Garfield starb kurz darauf im Alter von nur 39 Jahren. Erst 1969 erhielt Polonsky mit Blutige Spur wieder die Gelegenheit, Regie zu führen.
Regisseur Martin Scorsese erklärte, dass Jagd nach Millionen und Die Macht des Bösen seine Filme stark beeinflusst hätten. „Das moralische Drama [in Die Macht des Bösen] besitzt beinahe mythische Ausmaße […] Nicht nur das Individuum ist korrupt, sondern das ganze System. Dies ist sowohl eine politische als auch eine existenzielle Vision.“ (Scorsese)

## Kritik
„Ein rasantes Schuld-und-Sühne-Drama, brillant und in vollem Umfang umgesetzt. Aus Zutaten und Ideen, die in der Vergangenheit schon vielfach Verwendung fanden […] bezieht es Spannung und Schrecken, ein authentisches Gefühl für die Trostlosigkeit des Verbrechens und eine Ahnung der Verdammnis. […] Herr Polonsky, ein Neuling im Regiefach, erweist sich als Mann voller Vorstellungskraft und unzweifelhaftem Können.“

„Sozialkritischer Kriminalfilm, der ein düsteres Bild der amerikanischen Gesellschaft der 40er Jahre zeichnet; konventionell, aber brillant inszeniert.“

## Auszeichnungen
Die Macht des Bösen wurde 1994 als „kulturell, historisch oder ästhetisch bedeutsam“ in das National Film Registry der Library of Congress aufgenommen.